# It Will Rain
«It Will Rain» — сингл американского поп-исполнителя Бруно Марса, изданный 27 сентября 2011 года. Песня вошла в саундтрек фильма «Сумерки. Сага: Рассвет — Часть 1».

## Информация о песне
22 сентября 2011 года Бруно Марс официально подтвердил на своём сайте, что «It Will Rain» станет его новым синглом. Также песня вошла в официальный список композиций саундтрека фильма «Сумерки. Сага: Рассвет — Часть 1».
Журнал Rolling Stone в своей рецензии поставил «It Will Rain» 3 балла из 5, отметив, что песня «слегка похожа на „Wild Horses“, и непременно станет радиохитом». Премьера видеоклипа «It Will Rain» состоялась 10 ноября 2011 года на MTV. В клипе показана любовная история, сыгранная самим Бруно Марсом, а также кадры из фильма «Сумерки. Сага: Рассвет — Часть 1».

## Список композиций
Digital download
| №  | Название       | Длительность |
| -- | -------------- | ------------ |
| 1. | «It Will Rain» | 4:17         |

German CD single
| №  | Название                       | Длительность |
| -- | ------------------------------ | ------------ |
| 1. | «It Will Rain» (album version) | 4:17         |

## Чарты и сертификации
| Чарт (2011-12)                             | Лучший результат |
| ------------------------------------------ | ---------------- |
| Австралия (ARIA)                           | 14               |
| Австрия (Ö3 Austria Top 40)                | 26               |
| Бельгия/Фландрия (Ultratop 50)             | 46               |
| Бельгия/Валлония (Ultratip Bubbling Under) | 1                |
| Canadian Hot 100                           | 5                |
| Дания (Tracklisten)                        | 11               |
| Нидерланды (Single Top 100)                | 35               |
| Suomen virallinen lista                    | 15               |
| Франция (SNEP)                             | 58               |
| Германия (GfK)                             | 14               |
| Creative Disc Top 50 Chart Indonesia       | 1                |
| Ирландия (IRMA)                            | 11               |
| Новая Зеландия (Recorded Music NZ)         | 2                |
| ZPAV                                       | 3                |
| Шотландия (OCC Scotland)                   | 15               |
| Gaon Chart                                 | 2                |
| Испания (PROMUSICAE)                       | 43               |
| Швеция (Sverigetopplistan)                 | 48               |
| Швейцария (Schweizer Hitparade)            | 22               |
| Великобритания (OCC UK Singles)            | 14               |
| Billboard Hot 100                          | 3                |
| Pop Songs (Billboard)                      | 2                |
| Hot Digital Songs (Billboard)              | 1                |
| Adult Contemporary (Billboard)             | 29               |

| Чарт (2011)          | Позиция |
| -------------------- | ------- |
| German Singles Chart | 93      |

| Страна         | Статус     |
| -------------- | ---------- |
| Австралия      | Платиновый |
| Канада         | Платиновый |
| Новая Зеландия | Платиновый |

| Страна         | Дата             | Формат           | Лейбл             |
| -------------- | ---------------- | ---------------- | ----------------- |
| США/Канада     | 27 сентября 2011 | Digital download | Atlantic, Elektra |
| Германия       | 27 сентября 2011 | Digital download | Atlantic, Elektra |
| Великобритания | 31 октября 2011  | Digital download | Atlantic, Elektra |